# 民族团结誓词碑

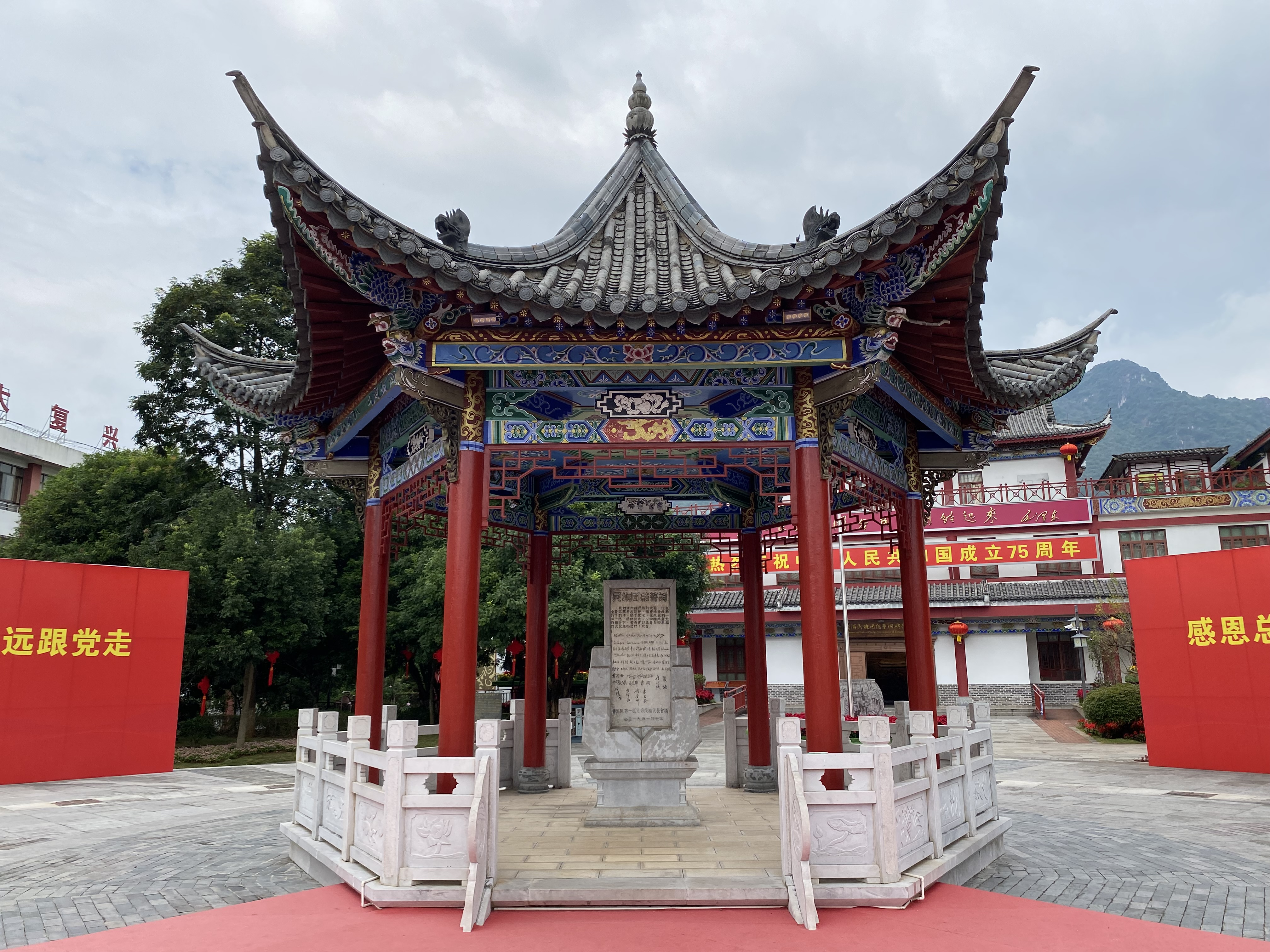
碑亭

民族团结誓词碑，是全國重點文物保護單位之一，位於中國雲南省普洱市寧洱哈尼族彝族自治縣。誓词碑在1951年1月1日（一說為1950年12月26日）的佤族傳統盟誓儀式後建立，旨在提升寧洱哈尼族彝族自治縣（前稱普洱哈尼族彝族自治縣）的民族團結。此碑原位於雲南的普洱紅場，曾在文化大革命期間遭到遺棄，找回後改為存放在寧洱哈尼族彝族自治縣文化館（一說為縣政府院），後來在2000年安放至寧洱城北側的「民族團結園」內。誓词碑被譽為「新中國民族團結第一碑」和「新中國民族工作第一碑」，後於1986年3月列入普洱哈尼族彝族自治縣文物保護單位（現寧洱哈尼族彝族自治縣文物保護單位）、於1993年11月列入第四批雲南省文物保護單位、於2006年5月列入第六批全國重點文物保護單位。

## 歷史

### 建碑源由及過程
在中華人民共和國成立之初，雲南省普洱市宁洱哈尼族彝族自治县（當時名為普洱哈尼族彝族自治县）居住了哈尼族、拉祜族、傣族、佤族、瑶族、基诺族、布朗族等26个民族的人口，這些民族之間有着经济和文化上的鴻溝，出現相互仇杀的情況，又遭到其他势力干擾；直至1950年9月，當地各民族派員參加了中华人民共和国国庆典禮，事後意識到民族团结的重要性。各民族代表從北京返回自治县後，自治县在翌日召開了第一届兄弟民族代表会议，期間佤族代表拉勐提议结盟以示团结；最終，會上决定在當地竖立民族团结誓词碑，並在中国共产党思茅地区委员会书记张华俊安排下交由中國左翼作家聯盟詩人雷同起草碑上的誓词。
盟誓仪式在雲南普洱红场上舉行，訂於1951年1月1日（一說訂於1950年12月26日），採用佤族传统的剽牛签字仪式（杀牛後觀察牛身的倒向，從而判定吉凶，以此決定是否舉行盟誓）。仪式上，思茅地区委员会的党政军领导首先發表讲话、宣讀誓词，然後宰殺一隻公鸡，沥血入酒，讓党政军领导和各民族代表每人轮流喝鸡血酒。喝過鸡血酒後，提议结盟的佤族代表拉勐在木鼓響聲下剽牛，他邊念咒语、邊双手紧握剽枪杀牛，得出象徵吉祥的結果；現場民眾隨即歡呼，42名民族代表喝下凉开水、鸡血和酒混合而成的咒水，在主席台上的红纸签名，後在普洱红场刻石立碑。
民族团结誓词碑是中華人民共和國成立後的首塊同類紀念碑，被誉为「新中国民族团结第一碑」和「新中国民族工作第一碑」。

### 保護和發展

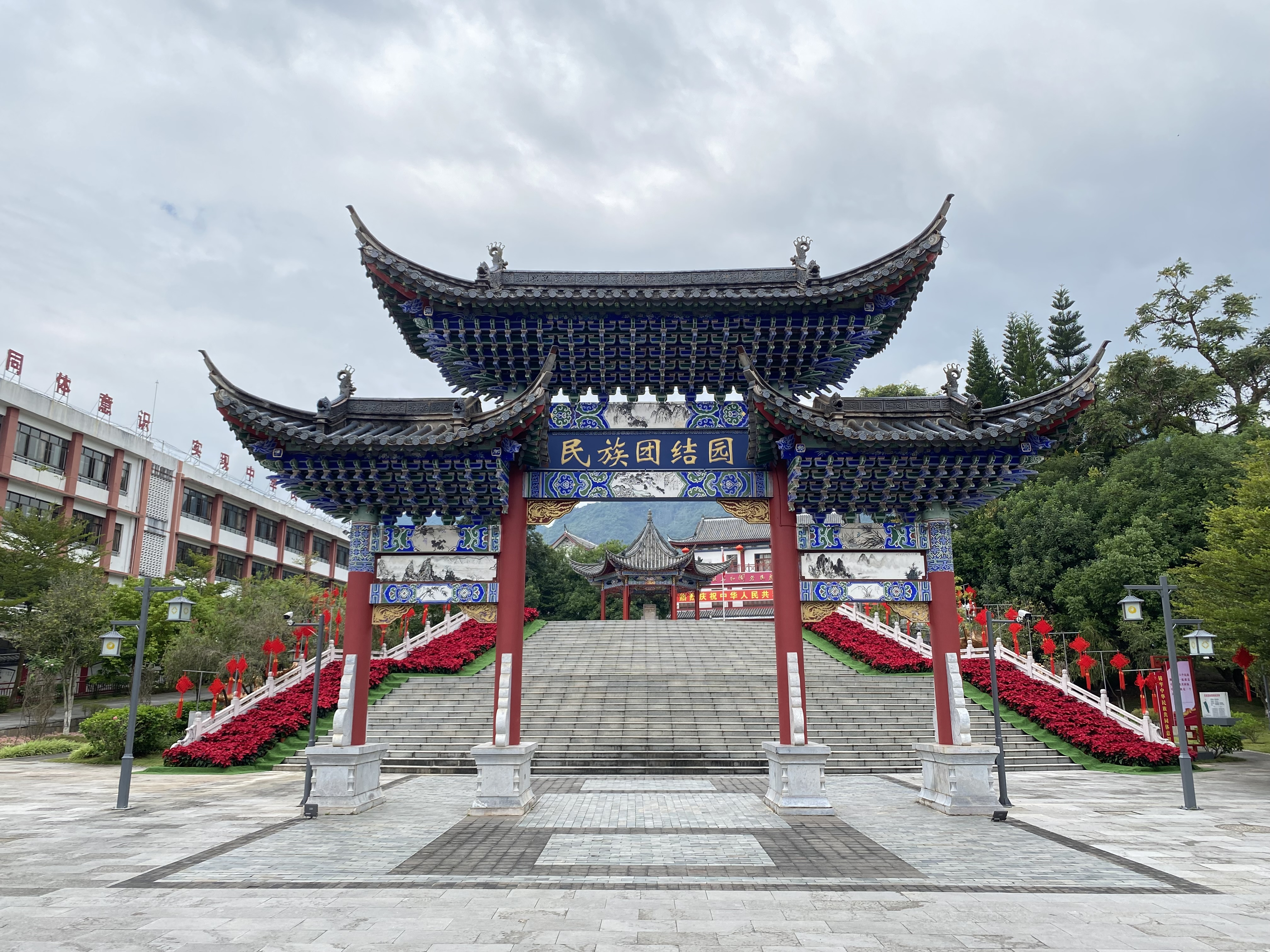
民族团结园

在文化大革命期間，民族团结誓词碑遭到遗弃，一說流失到民间，一說被丟弃至荒草丛；誓词碑在1989年找回，改為存放在寧洱哈尼族彝族自治縣文化馆（一說為县政府院），並加以保护。而在早前的1986年3月，誓词碑已列入普洱哈尼族彝族自治县文物保護單位（現寧洱哈尼族彝族自治縣文物保護單位）。1991年1月1日（建碑40周年紀念），思茅地區委員會和思茅地区行署把每年1月1日定为「普洱民族团结宣传日」。1993年11月16日，民族团结誓词碑列入第四批云南省文物保护单位。
1990年代下旬，彝族人王浩英領導普洱哈尼族彝族自治县民族宗教事务局，期間打算以民族团结誓词碑為宣揚民族团结的着力点，並計劃把誓词碑迁到特定的地点，建構爱国主义教育基地。為此，她蒐集了民族团结誓词碑的史料，並在1999年以县政协委员的身份在政协会议上發言，建议把誓词碑迁入位於宁洱城北侧的中山公园，並在該處設立「民族团结园」，县委和县政府對此建議表示高度重视。2000年，普洱哈尼族彝族自治县把10亩土地划拨作建设民族团结园之用，其後將誓词碑安放在园內的碑亭裡。
民族团结誓词碑在2000年列入云南省爱国主义教育基地，2001年列入普洱市爱国主义教育基地，並於2006年5月和7月先後列入第六批全国重点文物保护单位及全国民族团结进步教育基地。
根據中國共產黨宁洱县委員會的數據，在2001年至2011年間，每年平均有近万人次参观安放誓词碑的民族团结园；此外，不少雲南青少年會在誓词碑前舉行加入中國少年先鋒隊或中國共產主義青年團的仪式。

## 外觀與結構
民族团结誓词碑的文物保护范围有4,435平方米，位於宁洱民族团结园的一座古典式六角碑亭內，安放在双手拱托造型的石製须弥座上；园內的其他設施還包括牌坊式古典大门、浮雕、主大楼、誓词碑文史陈列馆。誓词碑的建築材料為长方形白色石灰石，碑身长1.42米、宽0.66米、厚0.12米；除部分参誓人签名使用傣文或拉祜文外，全部碑文都是阴刻横排漢文，其中碑首採用仿宋體、正文採用楷书。碑文如下：
我们廿六种民族的代表，代表全普洱区各族同胞慎重地于此举行了剽牛，喝了咒水，从此我们一心一德，团结到底，在中国共产党的领导下，誓为建设平等自由幸福的大家庭而奋斗！此誓。
召景哈、喃巴独玛、叭浩、召贯、独弄浩、李扎丕、左朝兴、张翰臣、方有富、李老大、李光保、马朝珍、李保、拉勐、陶小生、张石庵、李扎迫、麻哈允、魏文成、萧子生、赵布金、高寿康、白开福、朱正福、何德、龙云良、阿街、李世祥、罗恒富、李学智、王开林、陶世文、张玉保、李万学、张绍兴、杜阿尼、黄阿独、的金、叭弄浩、召根海、昌恩泽、雷同、唐登岷、张钧、曾从信、方仲伯、谢芳草、李吉泰